# 서기원 (희극인)
서기원(1984년 4월 28일 ~ )은 대한민국의 희극 배우이며, 닉네임은 흥구기다.

## 생애
서울에서 태어나 2008년 연극배우 첫 데뷔하였고 2010년 SBS 서울방송 11기 공채 개그맨으로 정식 데뷔하였다.

## 학력
- 서울 오산고등학교 졸업
- 동국대학교 경영학과 학사 졸업

## 출연작

### TV 프로그램
- SBS 웃찾사 시즌 2
  - 충무로 손 (2013.06.16 ~ 2013.09.01)
  - 들은게 있어서 그래 (2014.04.04 ~ 2014.04.11)
  - 다이나믹 트리오 (2014.08.01 ~ 2014.09.19)
  - 인력사무소 (2013.11.22 ~ 2013.11.22)
  - 데자뷰 (2014.10.10 ~ 2014.12.28)
  - 몰아주기 (2015.01.16 ~ 2015.02.20)
  - 피도 눈물도 없이 (2015.04.19 ~ 2015.12.13)
  - 꿈에 (2016.05.06 ~ 2016.07.08)
  - 환상속의 그녀 (2016.08.24 ~ 2017.01.04)
  - 연변 신세계  (2017.04.12 ~ 2017.04.19)
- SBS 개그투나잇
  - 하오&차오 (2011.11.05 ~ 2012.09.15)
  - 면회 (2012.04.14 ~ 2012.07.07)
  - 응애 베이비 (2012.11.03 ~ 2013.01.12)
  - 응애 유치원 (2013.01.19 ~ 2013.04.06)
  - 수간호사 (2013.03.02 ~ 2013.03.16)
- SBS 놀라운 대회 스타킹
- 코미디TV 개그 서바이벌 UFG
- SBS 웃찾사 시즌 1
- SBS 런닝맨 셜록홈즈편